# Joseph Bonnet
Joseph Élie Georges Marie Bonnet (* 17. März 1884 in Bordeaux; † 2. August 1944 bei Rimouski) war ein französischer Organist, Komponist und Musikpädagoge.

## Leben
Bonnet war bereits ab 1898 Organist an Saint-Nicolas später an Saint-Michel in Bordeaux. Ab 1901 studierte er in Paris Orgel bei Charles Tournemire, Alexandre Guilmant und Louis Vierne. 1906 erhielt er am Conservatoire de Paris den ersten Preis im Fach Orgel.
Von 1906 bis 1939 war er Organist an der Kirche Saint-Eustache in Paris. Zwischen 1906 und 1914 reiste er als Orgelvirtuose durch Frankreich und ganz Europa und arbeitete mit Instrumentalisten wie Eugène Ysaÿe und Jacques Thibaud und Dirigenten wie Désiré-Émile Inghelbrecht, Arthur Nikisch und Gustav Mahler zusammen. Bei der französischen Erstaufführung von Mahlers 2. Sinfonie 1910 spielte er den Orgelpart. Als Nachfolger von Guilmant wurde er 1911 Organist der Société des Concerts du Conservatoire.
Nach dem Ersten Weltkrieg unternahm er als Botschafter für französische Musik Reisen durch die USA und Kanada. Er weihte 1920 die Orgel der Kirche St-Stanislas in Montreal ein und war 1921 Gründer der Orgelabteilung der Eastman School of Music in Rochester (New York). 1923 wurde er der erste Präsident des neu gegründeten Institut Grégorien in Paris. 1937 wurde er Nachfolger von Vierne als Orgelprofessor an der École César Franck in Paris. Ab 1943 unterrichtete er am Conservatoire de musique du Québec, wo Conrad Bernier, Henri Gagnon, Magdelaine und Marcelle Martin und D’Alton McLaughlin zu seinen Schülern zählten.

## Werke
- Variations de concert op. 1 für Orgel, 1908
- Ave Maria für vierstimmigen gemischten Chor und Orgel, 1908
- Poèmes d’automne op. 3 für Orgel, 1908
- Douze pièces pour grand-orgue, 1er volume, 1909
- Agnus Dei für dreistimmigen Chor, Bariton und Orgel, 1910
- 2ème Ave Maria für Stimme und Orgel, 1910
- à M. l’Abbé Pottier, curé de Notre-Dame de Lourdes à Paris Motette für Chor und Orgel oder Harmonium, 1910
- Douze pièces nouvelles pour grand-orgue 2e volume, 1910
- Pater Noster für Tenor und Orgel
- Pie Jesu für Solostimme und Orgel
- In Memorian – Titanic op 10 Nr. 1 für Orgel
- Ariel op. 10 Nr. 2 für Orgel
- Douze pièces pour grand-orgue 3e volume, 1913
- Chant triste à la mémoire de Joachim Gasquet, 1923